# Pina Bausch

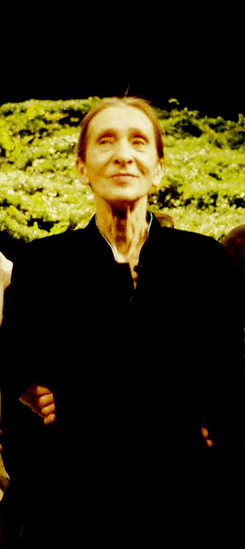
Pina Bausch (2009).

Philippina "Pina" Bausch, född 27 juli 1940 i Solingen, Nordrhein-Westfalen, död 30 juni 2009 i Wuppertal, Nordrhein-Westfalen, var en tysk koreograf, dansare, danspedagog och ledare för Tanztheater Pina Bausch i Wuppertal. Bausch kom genom sin utveckling av dansteatern under 1970-talet att bli en av de ledande personerna på den internationella dansscenen som en av den moderna dansens främsta koreografer.

## Biografi
Philippina "Pina" Bausch föddes som tredje barn till Anita och August Bausch som drev en restaurang med ett mindre hotell i Solingen. Bausch kom som barn att börja med balett och var med i dansuppsättningar och operetter. Hon började studera dans på Folkwangschule i Essen 1955 med Kurt Jooss som lärare. 1958 avslutande hon sina studier i scendans och danspedagogik. 1959–1962 följde studier vid Juilliard School i New York genom ett stipendium. Under denna period  introducerades hon för den amerikanska moderna dansen genom koreografer som Louis Horst, José Limón och Antony Tudor. 1961 följde en period vid Metropolitan Opera.
1962 återvände Bausch till Tyskland och började dansa vid Folkwang-Ballett (1962–1968) och arbetade som assistent till Kurt Jooss. 1969 efterträdde hon Jooss som konstnärlig ledare vid Folkwang Hochschule i Essen, en post hon hade fram till 1973. 1973 utsågs hon till ledare för balettsektionen vid Wuppertaler Bühnen som fick namnet Tanztheater Pina Bausch. Ensemblen kom under Bauschs ledning att genomföra ett stort antal resor över hela världen med 3 000 gästspel i över fyrtio länder, ofta i samarbete med Goethe-Institut.
Bausch samarbetade även med filmskapare som Fellini (Och skeppet går) och Almodóvar (Tala med henne).

## Utmärkelser
Bausch belönades med Goethepriset 2008.